# Exhyalanthrax stigmulus
Exhyalanthrax stigmulus är en tvåvingeart som först beskrevs av Johann Christoph Friedrich Klug 1832.  Exhyalanthrax stigmulus ingår i släktet Exhyalanthrax och familjen svävflugor. Inga underarter finns listade i Catalogue of Life.